# Омнитрекер
Омнитрекер — разработанное компанией Омнинет в Германии программное обеспечение, представляющее собой платформу для бизнес-процессов. Это модульное приложение, используемое по всему миру средними и крупными предприятиями. Оно используется для учета, управления и оценки различных бизнес-процессов. Основная область применения программы — поддержка процессов, соответствующих рекомендациям ITIL, а также управление проектами, требованиями, ошибками, клиентскими запросами, начиная с первичного учета и до их исполнения. Омнитрекер сертифицирован Немецкой федеральной ассоциацией ИТ-предприятий среднего звена, а также обладает сертификатом PinkVerify (Pink Elephant, «Розовый Слон») на соответствие девяти процессам.

## История
Омнитрекер изначально разрабатывался как приложение для оптимизации процессов управления качеством и разработки ПО. В дальнейшем программа расширилась до межотраслевой модульной платформы для многих бизнес-процессов. В 2000 году платформа стала обеспечивать поддержку процессов управления сервисом в соответствии с рекомендациями ITIL. В настоящее время, Омнитрекер используется множеством компаний как критически важная система в различных сервисных и технических процессах.
В 2015/16 году программе Омнитрекер аналитической компанией «Исследовательская Группа Инфо-Тех» был присужден титул чемпиона («Value Champion»).

## Назначение
Платформа Омнитрекер, а также базирующиеся на ее основе готовые стандартные решения (приложения «из коробки») служат обширной автоматизации поддерживаемых информационными технологиями потоков работ и предназначены для B2B-клиентов всевозможных отраслей, включая промышленные предприятий, сервисные организации, провайдеров ИТ-услуг, государственные учреждения. Количество установок программы по всему миру насчитывает несколько сотен.

## Разработка и распространение
Разработка платформы и международная техническая поддержка осуществляются исключительно на базе головного отделения компании Омнинет в Эккентале, Германии. Распространением программы занимаются локальные дочерние предприятия Омнинет в нескольких странах, а также компании-партнёры.

## Функциональные возможности
Многопользовательская платформа Омнитрекер состоит из базовой системы, модульных базовых компонентов и клиентов. Неограниченные расширения могут быть специально сконфигурированы под нужды пользователя и управляться через открытые интерфейсы. Программа располагает встроенным графическим редактором потоков работ, гибкой системой уведомлений и эскалаций. Модель данных, а также концепция разграничения прав и ролей свободно конфигурируемы. Имеется возможность автоматизации отчетов и статистических сводок.

## Модули
Омнитрекер располагает более чем 12 стандартными приложениями «из коробки», базирующимися на платформе бизнес-процессов (ядре программы). Наиболее распространенными из них являются: IT Service Management Center V3 (ITSM) — управление ITSM-процессами согласно рекомендациям ITIL, Project Management Center — планирование и управление проектами, Stock & Order Management — поддержка процессов заказа и доставки, Contract Management Center — управление договорами, а также Systems Engineering Center — управление процессом разработки ПО.

## Лицензирование
Лицензирование является модульным: отдельно лицензируются серверная часть программы и количество одновременных клиентских доступов. В дополнение к классической покупке лицензии, предусматривается возможность ее аренды, а также оплата за время реального использования (модель «pay per use»).